# BAY SIDE FREEWAY
BAYSIDE FREEWAY（ベイサイド フリーウェイ）は1989年10月のBAYFM開局時から日曜日午後に放送されているラジオ番組。DJは奥宮みさと。

## 概要
bayfm開局と同時に『BAYSIDE FREEWAY』として放送を開始した。多少の時間の伸縮はあるが13:00から16時台の放送をおおむね維持してきた。
2016年10月、内包番組だった『そごう千葉店 オーロラモールジュンヌ presents JUNNU CAFÉ』が『Dig Dug Sunday』として単独番組となるため16:00までに縮小された。
2019年4月7日より、滝沢沙織とドーキンズ英里奈による『NISSAN DAYZ presents SPICE UP SUNDAY』が13時台に開始することにともない、さらに縮小された。コーナーとして放送していた「CHIBAGIN TOP OF MARIVE」の枠のみとなるため、そのコーナー名を番組にかぶせた『BAYSIDE FREEWAY CHIBAGIN TOP OF MARIVE（ - ちばぎんトップオブマリブ）』がタイトルとなる。このコーナーは番組初期から「CHIBAGIN TOP OF MARIVE〜平成の120分〜」というサブタイトル付きで放送され、最新ヒット曲や珠玉のナンバーとともに今週の星占いやメッセージを紹介していく2時間のロングコーナーとして長らく放送してきたものである。
2020年3月29日をもって『NISSAN DAYZ presents SPICE UP SUNDAY』が終了した事を受けて、翌週4月5日からは再度13時からの放送に変更され、『BAYSIDE FREEWAY』にタイトルを戻す。「CHIBAGIN TOP OF MARIVE」は再度14時 - 15時台のコーナーとして内包されている。
2024年3月3日の放送にて、2024年3月をもって1990年から33年半にわたってパーソナリティを務めた帆足由美が降板することが発表された。同時に『CHIBAGIN TOP OF MARIVE』をはじめとしたコーナーが全部終了。2024年4月からのDJは奥宮みさとが務める。同時に『CHIBAGIN SUNDAY CLAPPING（-ちばぎんサンデークラッピング）』がスタート。

## 放送時間
- 不明 - 2015年3月29日　13:00 - 16:36[1]
- 2015年4月5日 - 2016年9月25日　13:00 - 16:42
- 2016年10月2日 - 2019年3月31日　13:00 - 15:56
- 2019年4月7日 - 2020年3月29日　14:00 - 15:56
- 2020年4月5日 -   13:00 - 15:56

## 歴代DJ
- 初代：野中英紀（1989年10月 - 1990年9月）
- 2代目：帆足由美（1990年10月 - 2024年3月)
- 3代目：奥宮みさと（2024年4月 - ）

### 代理DJ
- 柴田幸子 (2019年12月15日、2022年12月11日、2024年1月21日)

## タイムテーブル
- 13:00 オープニング
- 13時台 ミサトのいいね！
  - 引き出しソング
- 14:00 CHIBAGIN SUNDAY CLAPPING（提供:ちばぎんグループ）
  - 帆足時代のTOP OF MARIVEに続くコーナー。拍手喝采の日曜日を届ける。（以降エンディングまでの各コーナーは、CHIBAGIN SUNDAY CLAPPING内のコーナーとなる。 　また、後述の14時54分のWether Updatesと14時57分のTraffic Updatesは別スポンサーが提供している他、15時前のCMは他のbayfmの番組の番宣やイベント情報が流れるが、15時の時報CMは無し）
- 14時台 千葉を箱推し！ちーばこ
  - 事実上帆足時代の由美の駅の後継となるコーナー。千葉の魅力をまるごと箱推しコーナー。
  - 2024年11月からは月1回「ちーばこ！カレー部」としてアイドルグループ「あまいものつめあわせ」の高橋桃子が千葉県内のカレー屋をレポートする。
- 15時台 エンタメ！クラッピング
- 15:53頃 エンディング
- 15:56 番組終了

毎週キーワードを決め、キーワードに沿ったメッセージ募集、トピック紹介、選曲を行なっている。

### 過去のコーナー
- HOT SENSATION
  - 2019年3月まで放送していたコーナー。13時台に放送していた。毎週最新のヒット曲を放送していた。
- FLASH BACK SENSATION
  - 2019年3月まで放送していたコーナー。15時20分から放送していた。過去の流行に時間旅行して、その時期の名曲をオンエアしていた。
- 聴くだけでハッピーに効く12星座の処方箋
  - 2017年3月まで放送していたコーナー。所謂占いのコーナー。占いスクール「ARION」校長・暁 瑠凪の監修で、放送当日からの1週間の運勢を紹介していた。
- DIMANCHE DE JUNNU / 提供:そごう千葉店・オーロラモールジュンヌ / DJ:斉藤りさ（16:00-16:26、2005年4月-2013年3月）
  - 2005年4月から始まった番組。そごう千葉店・オーロラモールジュンヌ ジュンヌブースから、ゲストを迎えての公開生放送。
  - ガチャガチャを回して出てきた、カプセルの中のメモの内容をもとにトークを行っていた。
  - コーナー始めと終わりに帆足と斉藤のクロストークが行われ、ゲストにも今日のテーマについて尋ねるのが定番となっている。
  - コーナー名はフランス語で「ジュンヌの日曜」という意味。

- JUNNU CAFÉ / 提供:そごう千葉店・オーロラモールジュンヌ / DJ:佐藤由加理（16:00-16:26、2013年4月7日 - 2016年9月25日）[2]
  - DIMANCHE DE JUNNUに引き続き、オーロラモールジュンヌ ジュンヌブースからの公開生放送。
  - オーロラモールジュンヌ内ショップの紹介コーナーがあった。
  - 始めと終わりは帆足と佐藤が短いトークを展開した。
  - 2016年9月25日をもって終了。2016年10月2日より16:00からは、BAYSIDE FREEWAYとは別番組として以下が放送されている。
    - 2016年10月2日-2017年3月26日：佐藤由加理の「Dig Dug Sunday」（引き続き佐藤がDJを務めた。公開生放送ではない）
    - 2017年4月から2021年3月まで：大黒摩季の「Your Playlist」
    - 2021年4月から：光永亮太の「Beautiful Day!」（19時までの3時間の生放送）。メールアドレスや、Twitterのハッシュタグは帆足時代のものと少し似ている[3]。
- Valentine Sunday / 提供:京成電鉄（16:30-）
  - リスナーから寄せられたパートナーへのメッセージや愛の告白を、帆足が代読する。

以下、帆足降板と同時に終了したコーナー。
- TOP OF TOPICS（トットピ）
  - 番組が注目したスポーツ、芸能、音楽、ローカルニュースを厳選して紹介。2019年3月までは、HOT SENSATIONの中で似た形で放送していた。
- NEXT TRACKS
  - 将来ブレイクが期待される若手のアーティストを中心に「次に来る!」ナンバーを紹介。曲の感想を番組ツイッターのアンケート機能（4択）で募っている。コーナーの略称をメールやTwitterで募集し、『次（ツギ）トラ』が通称として採用される。2019年3月までは、HOT SENSATION内のコーナー「FUTURE SENSATION」と題して放送していた。
- CHIBAGIN TOP OF MARIVE / 提供：千葉銀行グループ
- 由美の駅
  - 毎週、千葉に縁のある人物や名所、物などを特集するコーナー。
- 全力スポーツ!（全スポ）
  - 2019年4月から始まったコーナー。千葉県内のスポーツチームや、オリンピック・パラスポーツ競技または選手を紹介するコーナー。

## UPDATES
UPDATESは放送時現在の各交通情報、天気、航空情報を短時間で伝える情報ゾーン。なお、呼び掛け並びに読み上げは情報アナウンサーの小野紫が担当するが、緊急の気象、災害の情報や鉄道の運転見合わせの情報はコーナー中に帆足自身が伝える場合もある。
- BAYFM TRAFFIC UPDATES [4]
  - 13:57, 14:32, 14:57（千葉マツダ提供）, 15:32
- BAYFM WEATHER UPDATES
  - 14:54
- BAYFM AIRLINE UPDATES
  - 14:55

## CHIBAGIN TOP OF MARIVE テーマ曲
- It Beats - Kiss Like Judas

## エンディング曲
- T-SQUARE - COPACABANA（2016年9月25日まで。2016年10月2日以降はCHIBAGIN TOP OF MARIVEのコーナー終了で番組終了となり流れなくなった）